# Luik-Bastenaken-Luik 2020
De wielerwedstrijd Luik-Bastenaken-Luik stond in 2020 aanvankelijk gepland op zondag 26 april. Door de uitbraak van de Coronapandemie werd de wedstrijd uitgesteld, net als veel andere voorjaarsklassiekers. Op de nieuwe kalender stond de wedstrijd gepland op zondag 4 oktober. De wedstrijd viel samen met de Giro d'Italia, die op 3 oktober van start ging. De wedstrijd maakte deel uit van de UCI World Tour 2020 en de UCI Women's World Tour 2020. Titelverdedigers zijn Jakob Fuglsang (mannen) en Annemiek van Vleuten (vrouwen). De finish van beide wedstrijden was net als het voorgaande jaar in de stad Luik, maar deze keer niet op de Boulevard d'Avroy, maar vlak buiten het centrum op de Quai des Ardennes.

## Mannen

### Parcours
De start was op de Place Saint-Lambert. De finish lag net als het voorgaande jaar in de stad Luik, maar deze keer op de Quai des Ardennes.
De elf geklasseerde beklimmingen:

### Deelnemers
Naast alle teams van de UCI World Tour, kwamen er ook zes wildcards vergeven door de organisatie. Per team mochten zeven renners worden opgesteld, wat het totaal aantal deelnemers op 175 bracht.

### Uitslag
| Plaats  | Naam                 | Ploeg                  |          |
| ------- | -------------------- | ---------------------- | -------- |
| Winnaar | Primož Roglič        | Team Jumbo-Visma       | 6u32'02" |
| 2       | Marc Hirschi         | Team Sunweb            | z.t.     |
| 3       | Tadej Pogačar        | UAE Team Emirates      | z.t.     |
| 4       | Matej Mohorič        | Bahrain McLaren        | + 2"     |
| 5       | Julian Alaphilippe   | Deceuninck–Quick-Step  | z.t.     |
| 6       | Mathieu van der Poel | Alpecin-Fenix          | + 14"    |
| 7       | Michael Woods        | EF Education First     | z.t.     |
| 8       | Tiesj Benoot         | Lotto Soudal           | z.t.     |
| 9       | Warren Barguil       | Arkéa Samsic           | z.t.     |
| 10      | Michał Kwiatkowski   | Team INEOS             | z.t.     |
| 11      | Daniel Martin        | Israel Start-Up Nation | z.t.     |
| 12      | Tom Dumoulin         | Team Jumbo-Visma       | z.t.     |
| 13      | Rudy Molard          | Groupama-FDJ           | z.t.     |
| 14      | Guillaume Martin     | Cofidis                | z.t.     |
| 15      | Rigoberto Urán       | EF Education First     | z.t.     |
| 16      | Richie Porte         | Trek-Segafredo         | z.t.     |
| 17      | Gorka Izagirre       | Astana Pro Team        | + 43"    |
| 18      | Benoît Cosnefroy     | AG2R La Mondiale       | + 58"    |
| 19      | Omar Fraile          | Astana Pro Team        | z.t.     |
| 20      | Daniel Martínez      | EF Education First     | z.t.     |

## Vrouwen
De vierde editie voor vrouwen van Luik-Bastenaken-Luik werd net als de editie voor mannen verplaatst van 26 april naar 4 oktober.

### Parcours
Net als in de voorgaande edities ging ook de vierde van start in Bastenaken over een heuvelachtig parcours van 135 km met vijf beklimmingen en de finish in het centrum van Luik op de Quai des Ardennes.
De vijf geklasseerde beklimmingen:

### Deelnemers
| World Tourteams                    | UCI-teams         | UCI-teams               |
| ---------------------------------- | ----------------- | ----------------------- |
| Alé BTC Ljubljana                  | Arkéa             | Cogeas-Mettler-Look     |
| Canyon-SRAM                        | Aromitalia Vaiano | Doltcini-Van Eyck Sport |
| CCC-Liv                            | Astana            | Hitec Products          |
| FDJ Nouvelle-Aquitaine Futuroscope | Boels Dolmans     | Lotto Soudal Ladies     |
| Mitchelton-Scott                   | Ceratizit-WNT     | Parkhotel Valkenburg    |
| Movistar Team                      | Charente-Maritime | Paule Ka                |
| Team Sunweb                        | Chevalmeire       | Team Tibco              |
| Trek-Segafredo                     | Ciclotel          | Valcar-Cylance          |

### Koersverloop

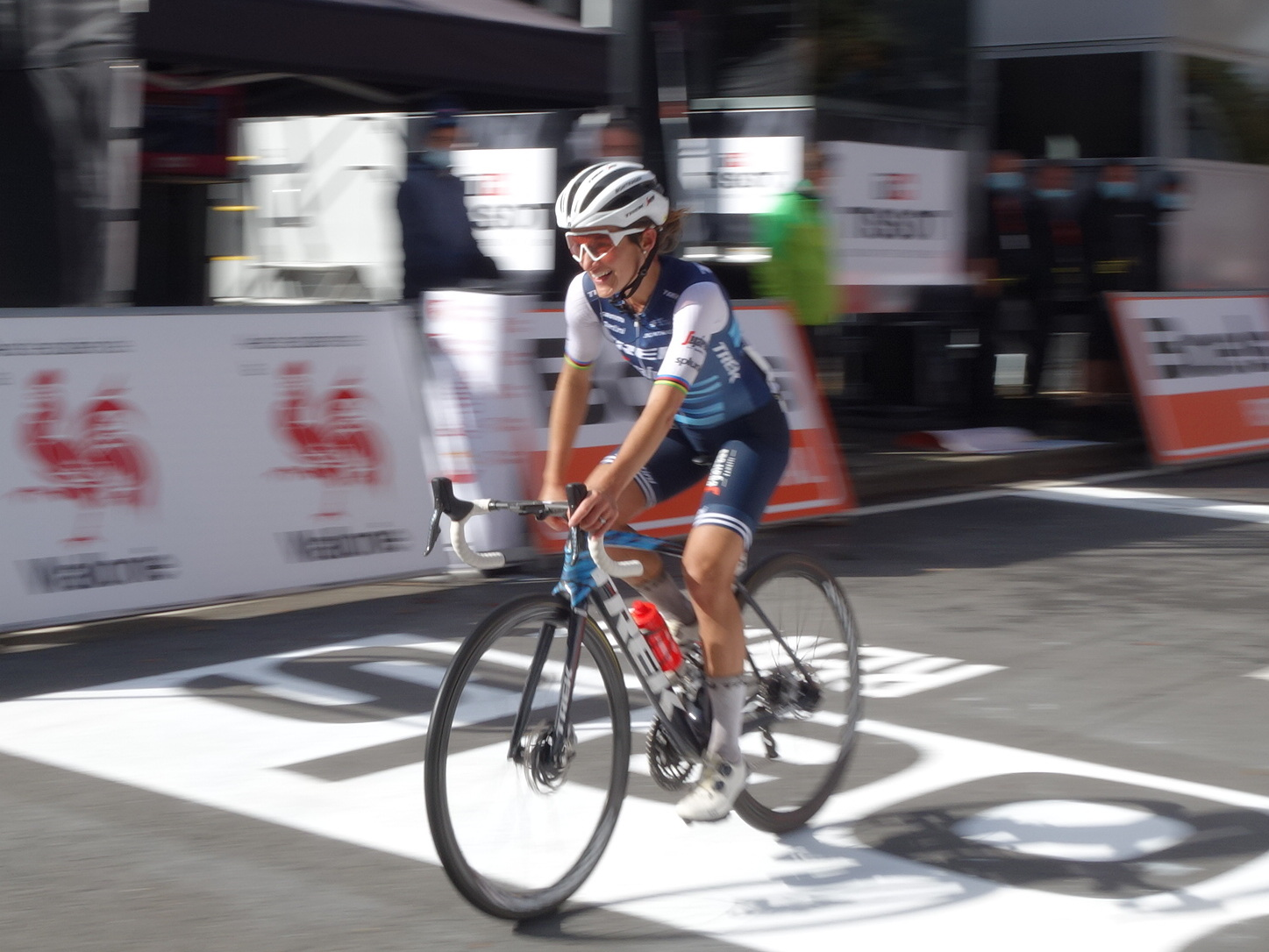
Lizzie Deignan kwam solo over de streep.

Na 80 kilometer ontstond een kopgroep van negen rensters, met o.a. Marianne Vos, Ellen van Dijk, Amy Pieters en Lizzie Deignan. Deignan demarreerde op de Côte de la Redoute, waarna haar ploeggenote Van Dijk afstopwerk deed bij de achtervolgers. Het peloton werd door Demi Vollering flink uitgedund op de Redoute. Op de Roche aux Faucons ging Grace Brown in de achtervolging. In de afdaling naar Luik kwam ze tot op 10 seconden van Deignan. Het peloton kwam niet dichter bij de achtervolgende groep. Deignan kwam solo over de streep, Brown werd tweede en Van Dijk wist met een demarrage in de laatste kilometer derde te worden. Vos en Pieters sprintten naar plaats vier en vijf. De twee oud-winnaressen, wereldkampioene Anna van der Breggen en Europees kampioene Annemiek van Vleuten, finishten in het uitgedunde peloton op respectievelijk plek 26 en 28. Deignan pakte door haar winst de leiderstrui in de World Tour weer over van Van der Breggen.

### Uitslag
| Plaats  | Naam                   | Ploeg                              |          |
| ------- | ---------------------- | ---------------------------------- | -------- |
| Winnaar | Elizabeth Deignan      | Trek-Segafredo                     | 3u29'48" |
| 2       | Grace Brown            | Mitchelton-Scott                   | + 9"     |
| 3       | Ellen van Dijk         | Trek-Segafredo                     | + 2'19"  |
| 4       | Marianne Vos           | CCC-Liv                            | z.t.     |
| 5       | Amy Pieters            | Boels Dolmans                      | z.t.     |
| 6       | Hannah Barnes          | Canyon-SRAM                        | + 2'21"  |
| 7       | Marlen Reusser         | Paule Ka                           | z.t.     |
| 8       | Juliette Labous        | Team Sunweb                        | z.t.     |
| 9       | Katrine Aalerud        | Movistar Team                      | + 2'26"  |
| 10      | Liane Lippert          | Team Sunweb                        | + 3'27"  |
| 11      | Demi Vollering         | Parkhotel Valkenburg               | z.t.     |
| 12      | Floortje Mackaij       | Team Sunweb                        | z.t.     |
| 13      | Elise Chabbey          | Paule Ka                           | z.t.     |
| 14      | Ruth Winder            | Trek-Segafredo                     | z.t.     |
| 15      | Soraya Paladin         | CCC-Liv                            | z.t.     |
| 16      | Ashleigh Moolman-Pasio | CCC-Liv                            | z.t.     |
| 17      | Cecilie Uttrup Ludwig  | FDJ Nouvelle-Aquitaine Futuroscope | z.t.     |
| 18      | Marta Cavalli          | Valcar - Travel & Service          | z.t.     |
| 19      | Katarzyna Niewiadoma   | Canyon-SRAM                        | z.t.     |
| 20      | Kristen Faulkner       | Team Tibco                         | z.t.     |
|         |                        |                                    |          |
| 53      | Sara Van de Vel        | Ciclotel                           | + 10'51" |